# 1988년 동계 올림픽 튀르키예 선수단
1988년 동계 올림픽 터키 선수단은 캐나다 캘거리에서 개최된 1988년 동계 올림픽에 참가한 올림픽 터키 선수단이다.

## 참조
- 올림픽 공식 리포트 보관됨 2012-02-04 - 웨이백 머신